# Mezgebu Sime
Mezgebu Sime (7 ottobre 2005) è un mezzofondista etiope.

## Palmarès
| Anno | Manifestazione      | Sede     | Evento         | Risultato | Prestazione | Note |
| ---- | ------------------- | -------- | -------------- | --------- | ----------- | ---- |
| 2024 | Mondiali di cross   | Belgrado | Corsa juniores | Argento   | 22'41"      |      |
| 2024 | Mondiali di cross   | Belgrado | A squadre      | Argento   | 21 p.       |      |
| 2024 | Campionati africani | Douala   | 5000 m piani   | 6º        | 13'48"29    |      |

## Campionati nazionali
2022
- 17º ai campionati etiopi, 5000 m piani - 14'06"5

## Altre competizioni internazionali
2024
- 9º al Bauhaus-Galan ( Stoccolma), 3000 m piani - 7'39"40
- 11º alla Weltklasse Zürich ( Zurigo), 3000 m piani - 8'05"00
- 6º alla Cinque Mulini ( San Vittore Olona) - 27'51"

2025
- 8º al Prefontaine Classic ( Eugene), 10000 m piani - 27'04"17
- 9º ai Bislett Games ( Oslo), 5000 m piani - 12'49"80
- Bronzo allo Shanghai Golden Grand Prix ( Shanghai), 5000 m piani - 12'51"86
- 11º al Meeting de Paris ( Parigi), 5000 m piani - 13'04"51